# Eriauchenius pauliani
Eriauchenius pauliani är en spindelart som först beskrevs av Charles Valentin Alexandre Legendre 1970.  Eriauchenius pauliani ingår i släktet Eriauchenius och familjen Archaeidae.
Artens utbredningsområde är Madagaskar. Inga underarter finns listade i Catalogue of Life.